# Biak
Biak (Wiak, indonez. Pulau Biak) – wyspa w Indonezji u północnych wybrzeży Nowej Gwinei na Oceanie Spokojnym; największa w grupie wysp Schoutena; należy do prowincji Papua.
Za zachodzie jest oddzielona bardzo wąskim kanałem od wyspy Supiori, na południu cieśnina Yapen oddziela ją od wyspy Yapen. Powierzchnia 1904,3 km² (podawana przez niektóre źródła wartość 2455 km² to łączna powierzchnia wysp Biak i Supiori); długość linii brzegowej 230,8 km; ok. 70 tys. mieszkańców, gł. Papuasów.
Powierzchnia południowej części nizinna, północnej wyżynna; uprawa palmy kokosowej i sagowca; rybołówstwo; turystyka. Główne miasta: Biak, Bosnik; międzynarodowy port lotniczy Mokmer na trasie Manila-Sydney.
Podczas II wojny światowej wyspa była ważną bazą japońskiej floty (1942–1944), a następnie amerykańskiego lotnictwa.
„W lipcu 1998 roku na papuaskiej wyspie Biak doszło do tragicznych wydarzeń. 6 lipca 1998 roku indonezyjskie siły bezpieczeństwa dokonały krwawej wendetty na demonstrantach: na lądzie – według różnych szacunków – zabito od kilkunastu do niemal 30 Papuasów, a kolejnych od 87 do ponad 100 załadowano na statki i w makabryczny sposób, zamordowano na otwartym morzu. Łączna liczba ofiar śmiertelnych tych dramatycznych wydarzeń to od około 100 do ponad 150 osób“.
Główne atrakcje turystyczne: piękne plaże, miejsca do nurkowania, jaskinie wykorzystywane przez Japończyków w czasie wojny, pomnik i muzeum II wojny światowej, ogród orchidei z ponad 60 ich gatunkami, ptaszarnia z ponad 30 gatunkami, tańce i ceremonie miejscowej ludności.